# لعبة السلطة (رواية)
لعبة السلطة هي إحدى روايات الروائية الأمريكية دانيال ستيل (بالإنجليزية Power Play) وهي من الروايات الرومانسية.

## نبذة قصيرة
تدور أحداث الرواية عن امرأة تشغل منصب رئيس تنفيذي لإحدى كبرى الشركات في مجال المعلومات وتعمل جاهدة على توازن حياتها بين عملها ودورها كأم عازبة وتستخدم سلطتها بما يحقق النفع لشركتها. كما تدور الأحداث أيضا عن رئيس تنفيذي آخر لديه حياة رائعة لكنه يخفي العديد من الأسرار ويستخدم سلطته وجاذبيته لكسب ثقة الناس ومعرفة أسرارهم.